# 공산주의자동맹 마르크스-레닌주의파
공산주의자동맹 마르크스-레닌주의파(일본어: 共産主義者同盟マルクス・レーニン主義派 쿄산슈기샤도메이마루쿠스레에닌슈기하[*]), 약칭 ML파(ML派)는 일본 신좌파의 한 정파다.
공산동계로서 기관지명 또는 정파명으로부터 “ML파”라고 불릴 수 있는 정파는 다음과 같은 것들이 있다.
1. 제1차 공산동 분열 이후, 1963년 사학동이 분열되어 결성된 「마르크스-레닌주의자동맹 (공산동 재건대회 실행위원회)」(사학동 ML파). 기관지 『마르크스-레닌주의』[1]
2. 1.의 사학동 ML파의 다수파가 1965년 제2차 공산동에 합류한 뒤, 바합류파가 1968년 결성한 「일본마르크스-레닌주의자동맹」(ML동맹 또는 사학동 ML파). 기관지 『적광』(赤光)[2]
3. 제2차 공산동 분열 이후 1974년 공산동 전국위가 분열되어 결성되었다가 이듬해 8월 혁기파로 합류한 「공산동 전국위 마르크스-레닌주의파」. 기관지 『마르크스-레닌주의 통신』.[3]
4. 공산동 적군파 프로혁파가 분열되어 1975년경 결성된 「공산동 적군파 마르크스-레닌주의파」. 기관지 『마르크스-레닌주의』, 『혁명통신』.[4]

여기서는 1. 및 2.에 대해 서술한다.
제1차 공산동은 1960년 안보투쟁의 패배 이후, 총괄을 둘러싸고 사분오열되었다. 여러 그룹에서 재건 움직임이 있었는데, 산하 학생조직인 사학동의 재건운동이 가장 먼저 이루어졌다. 그런데 사학동 재건도 마르전파, ML파, 독립파, 관서파 등 각 그룹이 개별적으로 수행했다. 해서 1963년 9월 「마르크스-레닌주의자동맹 (공산동 재건대회 실행위원회)」이 결성되었다. 이것을 약칭 「사학동 ML파」라고 한다. 이 사학동 ML파는 “비(非) 마르전파 공산동”이라는 의미로 「공산동 ML파」라고도 불리기도 했는데, 이 시기 공산동에서 ML파를 정식 명칭으로 삼은 것은 사학동 ML파 뿐이었다.
사학동 ML파의 다수파는 1965년-1966년의 공산동 재통합(제2차 공산동)에 가담하지만, 소수파는 제2차 공산동에 가담하지 않고 1968년 「일본마르크스-레닌주의자동맹」(ML동맹)과 학생해방전선(SFL)을 결성하여 무장투쟁 노선을 견지하고, 마오이즘을 지도이념으로 내걸었다. 이 ML동맹은 1968년-1970년의 대학분쟁 시기에서 전공투에 참여한 정파들 중 하나로서 활동했고, 특히 동경대 투쟁에서 열품관 공방전에서 이름을 떨쳤다. 야스다 강당 방위대장 이마이 키요시도 ML동맹이었다. ML동맹은 1970년대 말엽 해산되어 대부분 구마모토현 등 규슈지방으로 망명하고, 일부는 마르크스주의청년동맹(마르청동)으로 이어졌다.